# Первый Приднестровский
«Первый Приднестровский» — общеприднестровский телевизионный канал в составе Приднестровской государственной телерадиокомпании. Осуществляет вещание по всей территории Приднестровья и на близлежащие территории Молдовы и Украины.
Аудитория телеканала превышает 200 тыс. человек. Первый Приднестровский круглосуточно вещает из Тирасполя, из телецентра по улице Юности, микрорайон Октябрьский. Система аналогового цвета — SECAM.

## История
В 1991 году Верховный Совет и Правительство Приднестровья приняли решение о создании Государственного телевидения. Главной его задачей должен был стать прорыв информационной блокады, — ведь в то время монопольное вещание Молдовы в телеэфире блокировало передачу достоверной с точки зрения властей в Тирасполе информации о ходе событий в регионе. С 9 августа 1992 г. ежедневные выпуски новостей Государственного телеканала Приднестровья стали регулярно сообщать зрителям правду о республике. Эфирное вещание позволило также проводить в прямом эфире встречи с политиками дальнего и ближнего зарубежья, экономистами, промышленниками, деятелями культуры. У зрителей появилась возможность узнать их мнение по тем или иным проблемам.
Первым главным редактором была назначена Л. В. Шульга — режиссёр, штат сотрудников — 32 человека. Техническое оснащение — 1 видеомонтажный комплекс формата VHS и 2-е видеокамеры. К концу 1992 года на канале ТВ ПМР стали выходить программы украинской и спортивной редакций, с мая 1993 года — молдавской.
В 1992-м появился первый документальный фильм, созданный на ТВ ПМР, в 1993-м их было уже 23. Основная тематика лент — проблемы становления ПМР.
С 1994 года ТВ стало активно работать в творческом плане. Появились постоянные детские программы, выходящие в начале на украинском, а затем — на русском и на молдавском языках, различные тематические передачи, а с 1995 — молодёжные, в которых поднимались серьёзные проблемы подрастающего поколения.
Ещё в 1992-ом году перед ТВ была поставлена задача развития сети корпунктов, она была решена в 1994-ом. Сегодня корреспонденты ТВ ПМР работают во всех районах республики, что помогло значительно разнообразить географию информации, выходящей в эфир на трех государственных языках.
К 1993 году штат редакции составлял уже 57 человек.
Параллельно с расширением творческого потенциала менялось и техническое оснащение Государственного телевидения. Уже к 1993-му году две видеокамеры и один монтажный комплекс не могли обеспечить подготовку к эфиру расширяющейся сетки вещания. Первое техническое перевооружение произошло в 1993 году, когда государство профинансировало приобретение необходимого минимума видеоаппаратуры для создания программ. В 1994-ом году были закуплены новые монтажные комплексы, компьютеры, видеокамеры и другое оборудование.
С декабря 2000 года ТВ ПМР, благодаря средствам, выделенным Президентом, начало проводить техническое перевооружение. С середины
декабря часть наиболее важных съемок и монтаж стали производиться в формате DVCAM, что значительно улучшило качество эфира.
А с 2001 года главная редакция ТВ полностью перешла на работу в цифровом формате.
Техническая база — 6 видеомонтажных комплексов, аппаратная видеозаписи, аппаратная студийной записи в 2 видеокамеры, передвижная студия.
Работают 10 редакций: информационно-политических программ, украинских программ, молдавских программ, спортивная, детская, «Документальный экран», «Столица», молодёжная, «Ночной Драйв» и рекламное агентство.
На базе ТВ ПМР работают редакции Армейского телевидения (программа «Служу Отечеству»), с ним сотрудничают пресс-центр МВД ПМР и Министерство сельского хозяйства.
Эфир канала достигает 390 часов в месяц, а оригинальное вещание производства ТВ ПМР в среднем составляет 140 часов в месяц.
Налажены тесные творческие контакты с пресс-службами всех других государственных структур республики, информационным агентством «Ольвия-пресс», телекомпаниями Одессы, Винницы и Киева в части обмена информацией.
Ранее штат ТВ ПМР включал 5 корпунктов и составлял 157 человек. В эфир телеканала выходило много оригинальных программ, из них 7 — на молдавском языке и 4 на украинском. На сегодняшний день корпункты в Бендерах и Григориополе расформированы.
С 1 сентября 2012 года ГУ «ТВ ПМР» и ГУ «Радио ПМР» объединены в Государственное учреждение «Приднестровская государственная телерадиокомпания».
В 2014 году был запущен новый формат вещания "Первый «HD»" (телеканал повышенной четкости, который транслирует оригинальный контент и материалы созданные Первым приднестровским телеканалом). В этом же году была проведена социальная кампания «Ищу тебя, моя семья».
В 2022 году канал получил серебряную кнопку YouTube.

## Программы

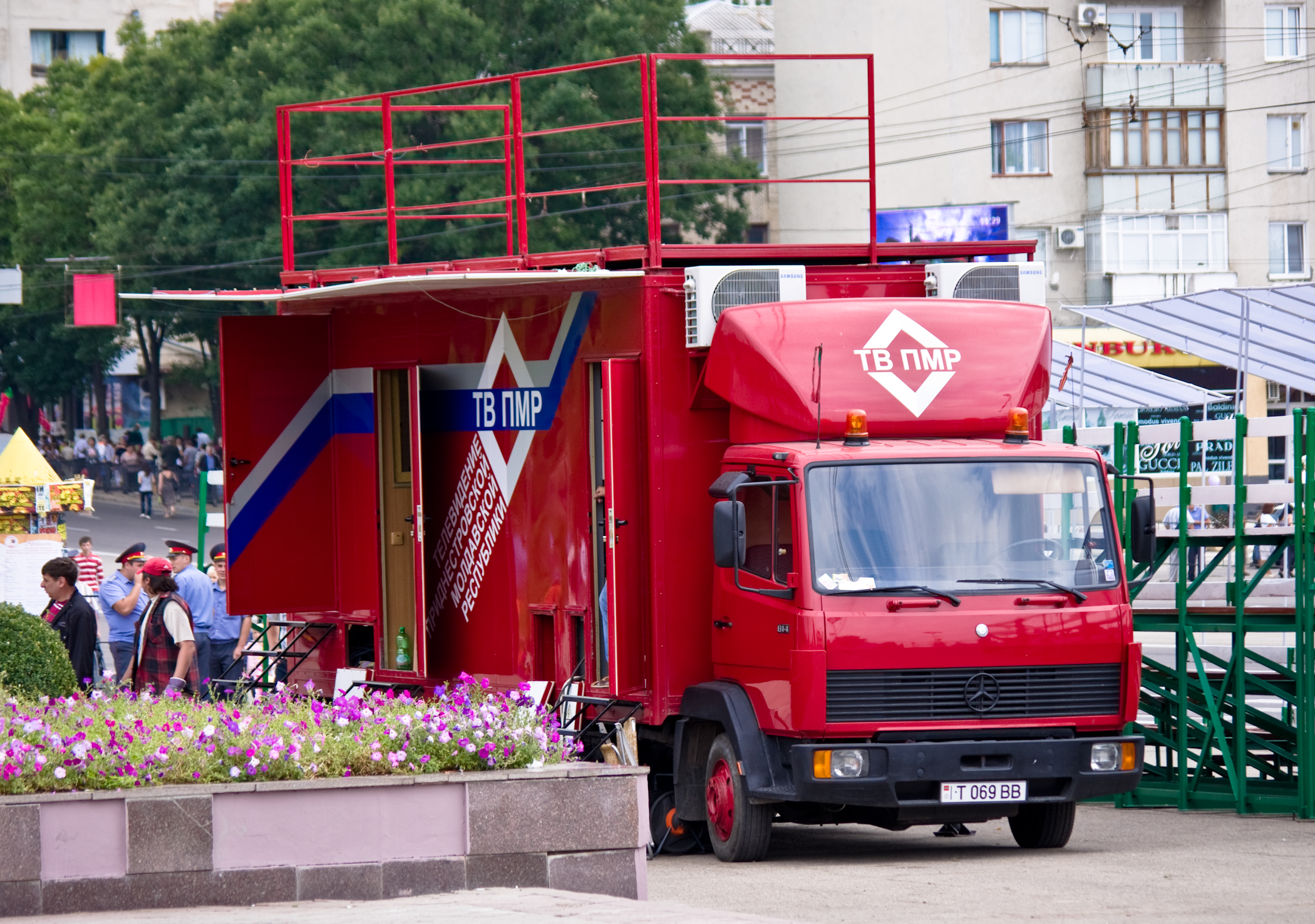
ТВ ПМР

### Хронология названий телеканала
| Дата                                       | Название                         |
| ------------------------------------------ | -------------------------------- |
| 9 августа 1992 года — 25 декабря 2006 года | «ТВ ПМР»                         |
| 25 декабря 2006 — 1 сентября 2012          | Первый республиканский телеканал |
| 1 сентября 2012 года — по наше время       | Первый Приднестровский телеканал |

## Программы[11]

### Информационные программы
До 1 сентября 2012 года
- «День» — итоговая ежедневная программа выходила в эфир с понедельника по пятницу в 20.40,
- «Новости» — выходили в эфир с понедельника по пятницу в 15.00 и 17.45,
- «Вести-регионы» — программа посвящена отдельно взятому району ПМР, выходила в эфир 3 раза в неделю — понедельник, среда, пятница,
- «Проминь» — информационный выпуск на украинском языке выходила три раза в неделю,
- «Актуалитэць» — информационный выпуск на молдавском языке выходила три раза в неделю,
- «Депутатский час» — еженедельная информационная программа о деятельности Верховного совета ПМР,
- «Наблюдатель» — еженедельная информационно — аналитическая программа выходила в эфир каждую субботу в 20.40,
- «Столица» — еженедельная информационная программа посвящена жизни г. Тирасполь.

После 1 сентября 2012 года
- «Вовремя» — информационная программа выходит пять раз в день: в 6.45, 9.00, 12.00, 15.00 и 20.30,
- «Вовремя. Итоги» — информационно-аналитическая программа с понедельника по четверг в 21.15,
- «Вовремя. Точка отчёта» — итоговая информационно-аналитическая программа за неделю в воскресенье в 21.00,
- «Вчасно» — информационный выпуск на украинском языке выходит с понедельника по пятницу в 17.00,
- «Ла Тимп» — информационный выпуск на молдавском языке выходит с понедельника по пятницу в 17:30
- «Депутатский час» — еженедельная информационная программа о деятельности Верховного совета ПМР,

### Программы с 2017 Года
- Доброе Утро, Приднестровье! - Утренняя Программа, Выходит с Понедельника по Пятницу с 06:00 до 09:00 утра
- Как Это Было (КЭБ) - Информационно-Аналитическая Программа, Выходит с Понедельника по Пятницу в 09:00, 17:15, 18:15, 20:30 и после полуночи
- Как Это Было: Итоги (КЭБ: Итоги) - Информационно - Аналитическая Программа, выходит по воскресеньям в 20:00
- Территория 102 - Информационно - Аналитическая Программа, Выходит по субботам в 19:30
- Фаны На Первом
- Специальный Разговор
- Музыкальный Привет - Музыкальная Программа, Выходит с Понедельника по Воскресенье. с понедельника по пятницу в 18:30, в субботу в 17:00, в воскресенье в 17:30
- Емисиуня Та
- Вопрос Дня
- Слово Пастыря
- Служу Отчечеству
- Здравствуйте

### Авторские и экономические программы
- «Капитал»
- «Гектар»
- «Экономика в деталях»
- «Пресс-обозрение»

### Ток — шоу
- «Ключевой вопрос»
- «Форум»

### Детские программы
- «Цветные сны»
- «Что, откуда почему?»

### Спортивные программы
- «Спорт-ревю»
- «Вне Игры»
- «Спорт на первом»

### Молодёжные программы
- «Крупным планом»,
- «Технашествие. Перезагрузка» - о новшествах в науке и технике»

### Развлекательно-познавательные программы
- «Утренний эфир»,
- «Музыкальные привет»,
- «Утро Lite»,
- «Афиша»,
- «Вкусные путешествия»,
- «Емесиуня та»,
- «Дайте жалобную книгу»[8].

### Религиозные программы
- «Возвращение к истокам».

### Программы ведомств
- «Служу Отечеству» — программа Министерства обороны ПМР.
- «Территория 102»

## Примечание
1. ↑  официальный сайт 1-го приднестровского телеканала. Раздел "Команда".
2. ↑  Игорь Смирнов: Вопросы информационной безопасности, поддержания позитивного имиджа нашей страны остаются главными в вашей информационной работе. 9 августа 2007. Архивировано 14 апреля 2015. Дата обращения: 1 июня 2013.
3. ↑  Оксана НИКОЛАЕВА (9 августа 2012). ГЛАВНОЕ В ТЕЛЕВИДЕНИИ — ТВОРЧЕСТВО. Архивировано 9 ноября 2013. Дата обращения: 1 июня 2013.
4. ↑  Историй телеканала. Дата обращения: 1 июня 2013. Архивировано 1 июня 2013 года.
5. 1 2  ТВ ПМР: 20 лет – все только начинается!. Архивировано 14 апреля 2015. Дата обращения: 1 июня 2013.
6. ↑  Первый Приднестровский. Дата обращения: 1 июня 2013. Архивировано 1 июня 2013 года.
7. ↑  В Правительстве подписано соглашение о работе Общественного телевидения «Первый HD». novostipmr.com. 20 июня 2014. Архивировано 8 сентября 2014. Дата обращения: 8 сентября 2014.
8. 1 2  Приднестровской государственной телерадиокомпании – 2 года. novostipmr.com. 8 сентября 2014. Архивировано 8 сентября 2014. Дата обращения: 8 сентября 2014.
9. ↑  «Первому Приднестровскому» — 30 лет. Правительство Приднестровья (10 августа 2022). Дата обращения: 23 апреля 2024. Архивировано 6 января 2024 года.
10. ↑  Приднестровский депутат: Государственное ТВ ПМР превратилось в сериал "Элен и ребята". 23 января 2013. Архивировано 24 апреля 2013. Дата обращения: 1 июня 2013.
11. ↑  Наши передачи. Дата обращения: 1 июня 2013. Архивировано 1 июня 2013 года.